# Commissione per la classificazione delle opere cinematografiche
La Commissione per la classificazione delle opere cinematografiche est une commission italienne auprès de la Direzione Generale Cinema du ministère de la Culture, avec pour mission de vérifier la classification correcte des œuvres cinématographiques par les opérateurs.

## Caractéristiques
En Italie, les distributeurs sont tenus de classer les films en fonction de l'âge des spectateurs. La décision est ensuite évaluée par la Commission de classification des œuvres cinématographiques du ministère de la Culture, composée de 49 membres choisis parmi des professionnels du domaine, des éducateurs et des experts pédagogiques, des juristes et des représentants d'associations de protection des animaux. La Commission ne peut pas empêcher la sortie en salle d'un film ou imposer des coupes. Les films sont classés en quatre catégories :
TFilm adapté à tous.
6+Ne convient pas aux moins de 6 ans.
10+Ne convient pas aux moins de 10 ans.
14+Interdit aux moins de 14 ans ; les spectateurs âgés de 12 ans et plus sont admis à la projection s'ils sont accompagnés d'un parent ou d'un tuteur.
18+Interdit aux moins de 18 ans ; les spectateurs âgés de 16 ans et plus sont admis à la projection s'ils sont accompagnés d'un parent ou d'un tuteur.
Les films interdits aux moins de 18 ans, à l'exception des films pornographiques, ne peuvent être diffusés à la télévision que s'ils sont désindexés, c'est-à-dire censurés de certaines séquences et donc raccourcis. Les films interdits aux moins de 14 ans peuvent être diffusés dans leur intégralité à tout moment, l'interdiction étant indiquée avant le début de la diffusion. Pour un film qui n'est pas distribué dans les salles de cinéma, mais qui sort directement à la télévision, en vidéo à la demande ou en flux, le distributeur peut appliquer sa propre recommandation de visionnage sans avoir besoin de l'approbation de la Commission.
Avant novembre 2021, la sortie en salles était conditionnée par la délivrance d'un visa de censure par une Commission de contrôle des films, qui pouvait imposer une interdiction aux mineurs de moins de 18 ans ou de 14 ans, exiger la coupure de plans ou de scènes entières, et refuser la sortie. Comme il n'y avait pas de règles fixes pour l'évaluation des films, les interdictions étaient à l'entière discrétion des membres de la Commission. 